# Заостровская волость
Заостровская во́лость — волость в составе Лодейнопольского уезда Олонецкой губернии.

## Общие сведения
Волостное правление располагалось в селении Заостровье.
В состав волости входили сельские общества, включающие 39 деревень:
- Гнилинское общество
- Горское общество
- Заостровское общество
- Имоченское общество
- Лахтинское общество
- Рекинское общество
- Ручьянское общество
- Сермакское общество
- Шаньгинское общество
- Шоткуское общество

На 1890 год численность населения волости составляла 4416 человек.
На 1905 год численность населения волости составляла 4770 человек. В волости насчитывалось 741 лошадь, 1054 коровы и 1195 голов прочего скота.
В ходе реформы административно-территориального деления СССР в 1927 году волость была упразднена. 
В настоящее время территория Заостровской волости относится в основном к Лодейнопольскому району Ленинградской области.